# Шакенов, Анвар Максутбекович
Шаке́нов Анва́р Максутбе́кович (род. 11 октября 1991) — казахстанский ватерполист, Мастер спорта международного класса , полузащитник «Астаны» и сборной Казахстана.
Занимался Боксом, смешанными единоборствами.

## Биография

### Клубная карьера
- Многократный чемпион Казахстана
- 4 место в чемпионате России (1) — 2010/11
- Чемпион различных международных турниров
- Обладатель звания «лучший игрок»

### Карьера в сборной
- Чемпион Азии (1) — 2012
- Участник чемпионата мира (1) — 2011 (Афины)
- Бронзовый призёр чемпионата Азии (1) — 2011
- Один из лучших бомбардиров команды